# 변형 (역학)

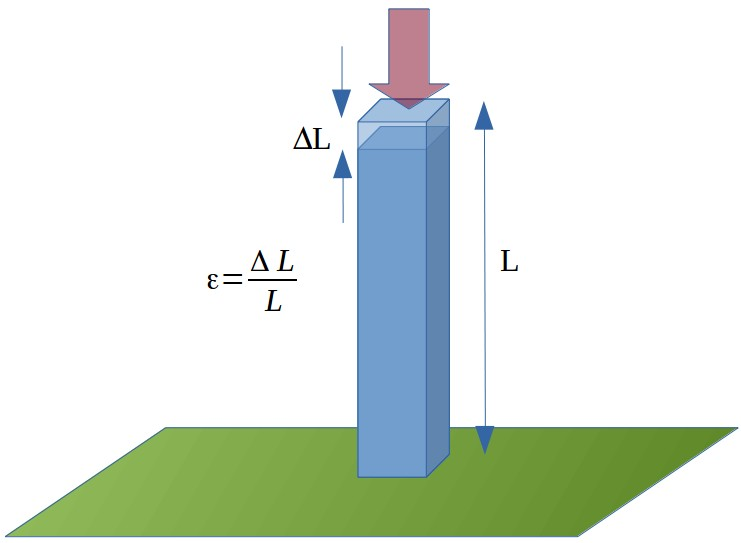

물리학의 역학에서, 변형(strain) 또는 변형률은 응력으로 인해 발생하는 재료의 기하학적 변형을 나타낸다. 즉, 변형은 형태나 크기의 변화를 의미한다.
변형은 역학 용어로, 연속체의 변위를 변형하여 더욱 자세하게 설명하는 것이다.
공학에 있어서 변형도는 다음과 같이 정량화해 나타낼 수 있다.
{\displaystyle \epsilon ={\frac {\delta \ell }{\ell _{0}}}}
여기서 {\displaystyle \ell _{o}}는 재료의 초기 길이이며, {\displaystyle \delta \ell }은 양(인장일 경우) 또는 음(압축일 경우)의 값을 가질 수 있다. 변형도는 무차원의 값이며, 종종 m/m, in./in. 또는 %로 나타낸다.

## 변형 텐서

### 층밀림 변형
공학적 층밀림 변형(shear strain, 전단 변형) γxy는 선분 AC와 AB 사이의 각도의 변화로 정의되어있다. 따라서,
{\displaystyle \gamma _{xy}=\alpha +\beta }
물체의 기하학(geometry of the figure)으로부터, 우리는 아래와 같은 식을 가진다.
{\displaystyle {\begin{aligned}\tan \alpha &={\frac {{\tfrac {\partial u_{y}}{\partial x}}dx}{dx+{\tfrac {\partial u_{x}}{\partial x}}dx}}={\frac {\tfrac {\partial u_{y}}{\partial x}}{1+{\tfrac {\partial u_{x}}{\partial x}}}}\\\tan \beta &={\frac {{\tfrac {\partial u_{x}}{\partial y}}dy}{dy+{\tfrac {\partial u_{y}}{\partial y}}dy}}={\frac {\tfrac {\partial u_{x}}{\partial y}}{1+{\tfrac {\partial u_{y}}{\partial y}}}}\end{aligned}}}
작은 변위 기울기(small displacement gradient)를 위해, 우리는 아래와 같은 식을 가진다.
{\displaystyle {\frac {\partial u_{x}}{\partial x}}\ll 1~;~~{\frac {\partial u_{y}}{\partial y}}\ll 1}
작은 회전을 위해, 예를 들어 α와 β가 ≪ 1 이고, 우리가 tan α ≈ α, tan β ≈ β를 가진다고 가정하자. 따라서,
{\displaystyle \alpha \approx {\frac {\partial u_{y}}{\partial x}}~;~~\beta \approx {\frac {\partial u_{x}}{\partial y}}}
그러므로
{\displaystyle \gamma _{xy}=\alpha +\beta ={\frac {\partial u_{y}}{\partial x}}+{\frac {\partial u_{x}}{\partial y}}}
x와 y와 ux와 uy를 교환함으로써, 이 식은 γxy = γyx와 같이 된다.
비슷하게, yz- 와 xz-평면을 위해서, 우리는 아래와 같은 식을 가진다.
{\displaystyle \gamma _{yz}=\gamma _{zy}={\frac {\partial u_{y}}{\partial z}}+{\frac {\partial u_{z}}{\partial y}}\quad ,\qquad \gamma _{zx}=\gamma _{xz}={\frac {\partial u_{z}}{\partial x}}+{\frac {\partial u_{x}}{\partial z}}}

## 같이 보기
- 훅의 법칙
- 층밀림 변형력(shear stress)
- 일그러짐 (공학)(deformation)
- 일그러짐 (물리학)(deformation)